# Stane Bervar
Stane Bervar, slovenski smučarski tekač, * 30. december 1905, Ljubljana, † oktober 1987, Ljubljana.
Stane Bervar je za Kraljevino SHS nastopil na Zimskih olimpijskih igrah 1928 v Sankt Moritzu, kjer je nastopil v teku na 50 km in osvojil 30. mesto. 